# Leoben Conoy
Leoben Conoy (Numer Dwa) jest fikcyjną postacią serialu Battlestar Galactica. Zagrał go Callum Keith Rennie.
Leoben Conoy jest pierwszym humanoidalnym Cylonem odkrytym przez człowieka.

## Opis
Po raz pierwszy postać Dwójki pojawiła się, gdy Flota Wojskowa zaraz po największym, pierwszym, ataku Cylonów schroniła się na stacji orbitalnej Ragnar Anchorange, aby tam uzupełnić zapasy broni i uchronić się przez Cylonami. Początkowo uważano, że Conoy jest dilerem broni, jednak po tym, jak wraz z Komandorem Adamą został uwięziony w części stacji podczas poszukiwania wyjścia potwierdził Adamie, iż jest Cylonem. W wyniku walki z Komandorem został przez niego zamordowany.
Inna kopia została zidentyfikowana ze Flocie jako podróżnik z Gemenonu, który tłumaczył, iż gdzieś we flocie ukryty jest ładunek wybuchowy. Starbuck miała przesłuchać tę kopię i dowiedzieć się o bombie, jednak po upływie wyznaczonego czasu, Conoy został skazany przez Roslin na śmierć poprzez wyrzucenie przez śluzę w próżnię. Przed wykonaniem kary, Leoben powiedział Roslin, że „Komandor Adama jest Cylonem”. co wzbudziło podejrzenia u Pani Prezydent. Zdążył również nawiązać specyficzną więź ze Starbuck, rozpoczynając niejako serialowy wątek jej „przeznaczenia”. Przepowiedział też w trakcie przesłuchań, że flota trafi na Kobol, „miejsce narodzin nas wszystkich”.
W czasie okupacji Nowej Caprici, Leoben przetrzymywał Starbuck jako zakładniczkę, gdyż twierdził, że jest w niej zakochany. Starbuck przy każdej okazji mordowała go, jednak powracał w nowym ciele. Przyprowadził też Starbuck małą dziewczynkę i wmówił jej, że to jej córka.
Inne kopie są postrzegane jako przywódcy Cylonów i uczestniczą w rozmowach z Baltarem.
Po Drugim Exodusie kopie Leobena można zauważyć na Baseshipie Cylonów na którym przebywał Baltar oraz jedna z kopii jest zarażona wirusem uśmiercającym Cylonów. Kolejny Leoben wyraża swój sprzeciw wobec wojnie nuklearnej a Admirałem Adamą w czasie konfliktu na Planecie Alg.
Leoben Conoy należy do zbuntowanych Cylonów. To on razem z Number Six i Number Eight sprzeciwili się Cavilowi i innym modelom przeciw ujawnieniu Ostatecznej Piątki i powrocie do życia D’Anny. Po tym jak doszło do wojny domowej między Cylonami Leoben Conoy przyłączył się do Floty Kolonialnej i stanął na Ziemi.